# Episodi di NCIS - Unità anticrimine (ventesima stagione)
La ventesima stagione della serie televisiva NCIS - Unità anticrimine è trasmessa in prima visione assoluta negli Stati Uniti d'America da CBS dal 19 settembre 2022 al 22 maggio 2023.
In Italia la prima parte della stagione (episodi nº 1-13) è stata trasmessa in prima visione assoluta su Rai 2 dal 13 gennaio al 7 aprile 2023, con il decimo episodio andato in onda eccezionalmente domenica 9 aprile. La seconda parte della stagione (episodi nº 14-22) è stata trasmessa in prima visione assoluta su Rai 2 dall'8 settembre al 3 novembre 2023.
| n° | Titolo originale           | Titolo Italiano              | Prima TV Usa      | Prima TV Italia   |
| -- | -------------------------- | ---------------------------- | ----------------- | ----------------- |
| 1  | A Family Matter            | Una questione di famiglia    | 19 settembre 2022 | 13 gennaio 2023   |
| 2  | Daddy Issues               | Cose da padri                | 26 settembre 2022 | 20 gennaio 2023   |
| 3  | Unearth                    | Oro o pietra                 | 3 ottobre 2022    | 27 gennaio 2023   |
| 4  | Leave No Trace             | Senza lasciare traccia       | 10 ottobre 2022   | 3 febbraio 2023   |
| 5  | Guardian                   | Operazione Festung           | 17 ottobre 2022   | 17 febbraio 2023  |
| 6  | The Good Fighter           | Guerriera                    | 24 ottobre 2022   | 24 febbraio 2023  |
| 7  | Love Lost                  | Amor perduto                 | 14 novembre 2022  | 3 marzo 2023      |
| 8  | Turkey Trot                | Bersaglio mancato            | 21 novembre 2022  | 10 marzo 2023     |
| 9  | Higher Education           | Morte nel Campus             | 5 dicembre 2022   | 17 marzo 2023     |
| 10 | Too Many Cooks             | Gioco di squadra             | 9 gennaio 2023    | 9 aprile 2023     |
| 11 | Bridges                    | Ponti                        | 16 gennaio 2023   | 24 marzo 2023     |
| 12 | Big Rig                    | Sotto copertura              | 23 gennaio 2023   | 31 marzo 2023     |
| 13 | Evil Eye                   | Gli occhi del male           | 6 febbraio 2023   | 7 aprile 2023     |
| 14 | Old Wounds                 | Vecchie ferite               | 13 febbraio 2023  | 8 settembre 2023  |
| 15 | Unusual Suspects           | La curva dei tuoi giorni     | 27 febbraio 2023  | 15 settembre 2023 |
| 16 | Butterfly Effect           | Effetto farfalla             | 13 marzo 2023     | 22 settembre 2023 |
| 17 | Stranger In a Strange Land | Straniero in terra straniera | 20 marzo 2023     | 28 settembre 2023 |
| 18 | Head Games                 | Fuori di testa               | 10 aprile 2023    | 5 ottobre 2023    |
| 19 | In the Spotlight           | Supereroi                    | 1º maggio 2023    | 13 ottobre 2023   |
| 20 | Second Opinion             | Perfetti disaccordi          | 8 maggio 2023     | 20 ottobre 2023   |
| 21 | Kompromat                  | Merce di scambio             | 15 maggio 2023    | 27 ottobre 2023   |
| 22 | Black Sky                  | Anastasia                    | 22 maggio 2023    | 3 novembre 2023   |

## Una questione di famiglia
- Titolo originale: A Family Matter
- Diretto da: Tawnia McKiernan
- Scritto da: Scott Williams

### Trama
Alcuni criminali che Parker ha arrestato in passato approfittano del fatto che Alden è un fuggitivo per chiedere ai propri avvocati di fare appello e ottenere la scarcerazione. Tra di loro, un certo Herman Maxwell, hacker, promette informazioni sul pericolosissimo e fantomatico avversario dell'NCIS, il criminale conosciuto come "Il Corvo", ma in cambio vuole protezione perché convinto che verrà a cercare lui. Vista la situazione, gli agenti accettano l'aiuto offerto da Jane Tennant, al comando della sede delle Hawaii, ed Ernie Malik, esperto informatico, entrambi a Washington per incontrare Vance in occasione della RIMPAC, l'esercitazione militare globale più grande al mondo che si svolge ogni due anni. Maxwell, che l'NCIS sta trasferendo in un luogo sicuro, viene liberato da uomini armati che sparano contro gli agenti, ferendo Vivian, l'ex moglie di Parker; lei viene portata in ospedale e Vance informa gli altri che gli uomini sono seguaci de "Il Corvo" e che Maxwell è diretto alle Hawaii. Parker intuisce che proprio lui è "Il Corvo" e che ha orchestrato tutta la messinscena dalla prigione.
- Nota. Questo episodio inizia un evento crossover che si conclude con l'episodio Oscura torma della serie NCIS: Hawai'i.
- Guest star: Joe Spano (ex agente FBI Tobias Fornell), Teri Polo (Vivian Kolchak, ex moglie di Parker), Vanessa Minnillo (Agente Speciale Jane Tennant), Jason Antoon (Ernie Malik), Erik Passoja (Wayne Sweeney, Vice Direttore FBI), Karina Noelle Castillo (Agente FBI Ramirez), Susan Ruttan (Samantha Delfino), Eric Lynch (Tenente Gary Shay), Michael Weston (Herman Maxwell/Jason Hearns aka "Il Corvo").
- Ascolti USA: telespettatori 5 820 000[3]
- Ascolti Italia: telespettatori 793 000 – share 4,10%[4]

## Cose da padri
- Titolo originale: Daddy Issues
- Diretto da: Michael Zinberg
- Scritto da: Christopher J. Waild

### Trama
Un tentato furto finito male in un deposito di massima sicurezza di proprietà del Governo mette in allarme l'NCIS. Dalla camera blindata, i ladri avrebbero voluto prendere un carico di lanciagranate. McGee è colto di sorpresa quando si scopre che il creatore del sofisticato algoritmo che serve per accedere al deposito è il padre di una compagna di scuola dei suoi due gemelli, che lavora come programmatore. Il caso porta l'agente alla consapevolezza che alcuni altri genitori della scuola lo considerano teso e antisociale e alla fine, grazie ai consigli dei colleghi della squadra, decide di aprirsi con loro parlando non soltanto del proprio lavoro.
- Guest star: Kash Abdulmalik (Carter Landegraff), Peter Porte (Owen Belfort), Brian Thomas Smith (Larry), Erik Heger (Sam/Hans Bjurstorm), Rob Welsh (Julian Reinhardt), Desiree Mee Jung (Dee Walters), Mary Chieffo (Sierra Thompson), Kyle Eastman (Stafford Meeks, assistente del Senatore), Noah Staggs (Kingston Reinhardt).
- Ascolti USA: telespettatori 6 110 000[5]
- Ascolti Italia: telespettatori 879 000 – share 4,20%[6]

## Oro o pietra
- Titolo originale: Unearth
- Diretto da: Diana C. Valentine
- Scritto da: Yasemin Yilmaz

### Trama
Il ritrovamento di un cadavere al Cimitero Nazionale di Quantico, riempito di sassi al posto degli organi interni, porta la squadra a indagare su un tesoro trafugato in Afghanistan diciotto mesi prima, sul quale apparentemente aleggia una maledizione. La dottoressa Grace Confalone è direttamente coinvolta nella faccenda, perché uno dei presunti autori del furto, Daniel Vega, è proprio un suo paziente. Ella viene rapita e rinchiusa in una gabbia insieme a Torres dai due complici di Vega, convinti che la dottoressa possa dar loro informazioni su dove quest'ultimo si trovi per avere la loro parte di oro. Per passare il tempo, anche Torres fa aprire Grace spingendola a raccontare del marito e di un soldato della Guerra Del Golfo per cui lei si sente in colpa per non averlo aiutato abbastanza. Alla fine dell'episodio, lui la informa di aver deciso di rivelare ai colleghi di aver smesso di bere. Nel frattempo, Kasie cerca una location per la festa di compleanno a sorpresa che vuole organizzare per Ducky, chiedendo a Parker di poter allestirla in casa sua; lui le concede il permesso, anche se McGee e Knight provano a dissuaderlo. Alla fine, tutti scoprono che Ducky lo aveva già intuito, ma la festa ha luogo comunque.
- Guest star: Laura San Giacomo (dottoressa Grace Confalone), Laith Wallschleger (Erik Nilsson), Jonathan Kowalsky (Nate Holt), Billy Miller (Ezra Moretti), Beth Fraser (reporter), Danny Royce (reporter), Jane Carr (dottoressa Erica Heller), Michael McShane (Matthew Heller), Grace Narducci (Nicole, assistente di Grace), Deborah Vancelette (infermiera), Marty Dew (Daniel Vega).
- Ascolti USA: telespettatori 6 920 000[7]
- Ascolti Italia: telespettatori 771 000 – share 3,70%[8]

## Senza lasciare traccia
- Titolo originale: Leave No Trace
- Diretto da: William Webb
- Scritto da: Chad Gomez Creasey

### Trama
Dal passato di Knight torna l'ex fidanzato Gage Winchester, agente del Servizio Investigativo dei Parchi Nazionali, che collabora alle indagini sull'omicidio di un sottufficiale pugnalato con tre precise coltellate a tre arterie principali in un parco nella valle dello Shenandoah. Egli collega questo delitto ad altri due avvenuti in precedenza sui quali sta investigando da mesi, perciò si sospetta un serial killer. Quest'ultimo, Greg Patrick Walsh, si consegna spontaneamente a Palmer ma mentre la squadra di Parker si appresta a condurlo alla sede dell'NCIS viene ucciso da due professionisti da un'auto in corsa; alla fine le indagini rivelano un traffico di droga nascosta nei parchi dai trafficanti, e portano al recupero di ben 30 kg di cocaina. Jimmy sembra vivere apparentemente senza pensieri la comparsa di Gage, ma in realtà è a disagio e si confida con Ducky, ammettendo che vorrebbe un'etichetta per definire la frequentazione con Jessica per farle capire di volersi davvero impegnare con lei. Alla fine dell'episodio, si scusa dicendole che le etichette non sono importanti, lei invece sì, e Jess accetta di trascorrere un weekend alla spa con lui. Torres è irritato perché non ha voglia di cenare con uno dei padri della scuola di Victoria (la figlia di Palmer) dopo aver partecipato all'asta di beneficenza annuale, ma alla fine scopre che Max (diminutivo di Maxine) è una donna, quindi cambia idea e decide di farle fare un tour dell'ufficio e poi di andare a cena.
- Guest star: Caleb Alexander Smith (Gage Winchester), Norman Lehnert (Greg Patrick Walsh), Michael Petrone (Carl, guida del campeggio), Nicola Posener (Maxine Lautner), Tiffany Dion (ragazza campeggio).
- Ascolti USA: telespettatori 6 600 000[9]
- Ascolti Italia: telespettatori 837 000 – share 4,10%[10]

## Operazione Festung
- Titolo originale: Guardian
- Diretto da: James Whitmore Jr.
- Scritto da: Marco Schnabel

### Trama
Il direttore Vance viene aggredito in casa da tre uomini mascherati, riesce a difendersi e ne uccide uno, mentre gli altri due fuggono. Parker ritiene che non sia una semplice rapina (non è stato rubato niente), così si offre come scorta personale di Vance per accompagnarlo a Berlino a un convegno annuale dell'Interpol; McGee assume il ruolo di direttore ad interim e deve destreggiarsi tra meeting online, pranzi con Senatori e appuntamenti vari. A Berlino, anche la donna con la quale Vance ha avviato una frequentazione romantica, Lena Paulsen, Vicedirettrice del Servizio di Intelligence tedesco, viene aggredita nella camera d'albergo dove alloggia: l'indagine riconduce a un'operazione segreta guidata da entrambi sei anni prima, allo scopo di catturare un terrorista ceceno, perciò il responsabile potrebbe essere qualcuno dei suoi familiari desideroso di vendetta. Kasie scopre che le annotazioni bibliche lasciate da Lena indicano coordinate bancarie e un conto corrente berlinese a nome di una certa Elisabeth Wenders, che si rivela essere la sorella di Lena, che nel frattempo è sospettata dalla squadra di aver sottratto circa 3 milioni in diamanti dal covo del terrorista nell'operazione. Parker e Vance si recano a parlarle e dalle sue affermazioni capiscono che il fratello del terrorista rivuole i diamanti e la figlia del fratello, una bambina di nome Heidi che Lena ha cresciuto come propria con la complicità della sorella Elizabeth. Riescono a proteggerle uccidendo gli uomini e, al risveglio di Lena in ospedale, Vance la tranquillizza assicurandole che Heidi e la sorella non sono più in pericolo. Torres e Knight notano che McGee si sta ambientando nell'ufficio del direttore, e lui ammette con Jimmy che effettivamente potrebbe vedersi al vertice in futuro.
- Guest star: Jessica Gardner (Olivia Kahn), Marem Hassler (Lena Paulsen), Dustin Seavey (Larry Sykes), Elyse Levesque (Frauke Biedermann, agente Servizio Intelligence Tedesco), Oscar Best (agente NCIS in pensione Phil Newcastle), Charley Rowan McCain (Heidi, nipote di Sergei), Marika Engelhardt (Elisabeth Wenders, sorella di Lena), Ian Fisher (Sergei Umarov), Anthony Molinari (uomo mascherato).
- Ascolti USA: telespettatori 6 910 000[11]
- Ascolti Italia: telespettatori 810 000 – share 3,90%[12]

## Guerriera
- Titolo originale: The Good Fighter
- Diretto da: José Clemente Hernandez
- Scritto da: Kimberly-Rose Wolter

### Trama
Mentre Kasie segue un corso di autodifesa, il resto della squadra indaga sulla morte, avvenuta per shock anafilattico, di un loro collega dell'NCIS, Otis Khatri, trovato nella casa in cui faceva da cat sitter al gatto della proprietaria. Sul computer di Kathri si rilevano delle impronte digitali appartenenti a Kasie, allora lei è costretta a confessare che da circa tre mesi, assunta segretamente dal "Defense Criminal Investigative Service", stava scavando nelle loro vite personali per individuare una talpa, che però non è nessuno di loro. La vittima aveva bypassato la rete di sicurezza dell'agenzia per, apparentemente, vendere dati sensibili, ma in seguito si scopre che è il contrario: ovvero, si era servito della loro rete per rubarli ad altri e chiedere un riscatto, quindi in pratica era un hacker. Grazie a Kasie che, sotto copertura, entra in una delle società accedendo alla stanza dei server dal condotto d'aerazione, McGee riconduce il denaro sottratto ad un conto offshore alle Cayman e poi a organizzazioni di beneficenza: qualcuno deve aver incastrato Khatri. Jessica si dedica alla ricerca del gatto (scappato dalla scena del crimine) dato che potrebbe avere il sangue dell'assassino sulle zampe, e quando lo rintraccia gli danno finalmente un nome e un volto: si tratta di Eden Greyson, la supervisore di Kasie al DCIS e la talpa, che viene arrestata.
- Guest star: Mark Atteberry (Agente del DCIS), Amber Friendly (Agente DCIS Eden Greyson), Menik Gooneratne (Diya Khatri), Damian Joseph Quinn (Travis Baltoni), KayKay Blaisdell (ragazza), Vonzell Carter (istruttore autodifesa).
- Ascolti USA: telespettatori 6 970 000[13]
- Ascolti Italia: telespettatori 952 000 – share 4,80%[14]

## Amor perduto
- Titolo originale: Love Lost
- Diretto da: Rocky Carroll
- Scritto da: Brendan Fehily e David J. North

### Trama
Felix Lassiter, marito del Segretario della Marina Tara Flynn, si presenta all'NCIS per denunciare tre differenti attentati alla propria vita ad opera, a sua detta, proprio della moglie. Nessuno gli crede, né gli agenti né l'assistente della Flynn e nemmeno la figlia, finché non finisce in ospedale per un apparente attacco cardiaco, che in realtà si rivela avvelenamento da un potente agente nervino chiamato adenosina. Il Segretario è una delle pochissime persone ad avere l'autorizzazione ad accedere a tale tossina, dunque McGee insiste per trattarla come qualunque altro sospettato e lui e Parker la interrogano; lei naturalmente nega di aver tentato di uccidere il marito e, preoccupata, dopo un'iniziale reticenza ammette che lui ha una dipendenza dal gioco d'azzardo e fornisce il nome dell'allibratore russo al quale Felix deve soldi. Knight e Torres si recano al banco dei pegni gestito dal russo e il suo dipendente afferma che è stato proprio Felix a chiedergli di investirlo con l'auto, mostrando agli agenti il loro scambio di sms; Parker e McGee vanno in ospedale per parlargli ma lui se n'è andato, facendo perdere le tracce. Rintracciato in un motel sperduto, la camera è a soqquadro e ci sono tracce di sangue; le analisi di Kasie danno l'identità del colpevole: Victor Wilkes, marito della figlia della Flynn, anche lui in debito con lo stesso allibratore. La figlia è sconvolta nel vedere il marito in manette, e il Segretario e Felix promettono di seppellire l'ascia di guerra e starle accanto.
- Guest star: Michael Kostroff (Felix Lassiter), Carolyn Hennesy (Segretario della Marina Tara Flynn), Elise Eberle (Arlene Wilkes), Jonny Rios (Victor Wilkes), Christian Barillas (Rafa Lopez), Devika Parikh (dottoressa Saanvi Singh), Joshua Nazaroff (Zero), Patrick Labyorteaux (Olev Kozlov), Brandon Papo (Bobby).
- Ascolti USA: telespettatori 6 440 000[15]
- Ascolti Italia: telespettatori 814 000 – share 4,10%[16]

## Bersaglio mancato
- Titolo originale: Turkey Trot
- Diretto da: Lionel Coleman
- Scritto da: Diona Reasonover e Scott Williams

### Trama
Durante la "Corsa del Tacchino", un evento in onore del giorno del Ringraziamento, avviene un'esplosione a pochi metri dal palco su cui sta parlando il Contrammiraglio Martha Stock. Gli agenti dell'NCIS, che erano presenti in quanto scorta di sicurezza, si attivano subito per la sua protezione; interrogano un uomo che si era finto uno di loro per avvicinarla, ma Kasie li informa che sul generatore esploso c'è un foro di fucile di precisione, quindi devono cercare un cecchino. Knight è stata invitata a pranzo dalla sorella minore Robin che ha una grande notizia da riferirle; vorrebbe rifiutare dato che i loro rapporti non sono buoni, ma i colleghi la spingono ad accettare. Mentre lei si reca dalla sorella facendosi accompagnare da Kasie come sostegno morale e mediatrice, la squadra guarda le foto della scena del crimine, identificando il colpevole in Charlie Samuels e accorgendosi, mediante la traiettoria dell'arma, che il suo vero obiettivo non era l'Ammiraglio bensì proprio Jessica. Intanto, il pranzo fa emergere le tensioni tra le sorelle Knight, dovute sia al fatto di essersi schierate una con la madre e l'altra con il padre dopo il divorzio di questi ultimi, sia ai loro caratteri opposti: Jessica infatti ha un lavoro serio e la testa sulle spalle, mentre Robin è uno spirito libero, è impulsiva e cambia frequentemente occupazione e fidanzato. Non fanno altro che battibeccare e criticarsi a vicenda, finché alla porta non suona quello che Knight e Kasie ignorano sia Charlie Samuels, che è il nuovo fidanzato di Robin da lei invitato. A un certo punto, egli inizia insistentemente a porre domande a Knight sulla sua esperienza nella REACT e lei inizia a sospettare che non sia chi dice di essere, e vorrebbe andarsene, ma la situazione precipita quando Samuels tira fuori una pistola e prende lei, Robin e Kasie in ostaggio. I colleghi perquisiscono l'abitazione del ragazzo e trovano un biglietto commemorativo per un certo Joseph Samuels, scoprendo che è il fratello, veterano dell'Afghanistan, morto suicida gettandosi da un ponte, e che l'agente che ha tentato invano di convincerlo a desistere era Jessica. Charlie le serba rancore e la incolpa perché se non fosse stato per lei, il fratello sarebbe ancora vivo, e la accusa di averlo dimenticato; Knight si sfila il proprio orologio e gli mostra le lettere che vi sono incise: su un lato le iniziali dei suoi compagni di squadra della REACT che sono stati uccisi, sull'altro quelle di altre tre persone che non è riuscita a salvare, tra cui appunto Joe Samuels, spiegando a Charlie di essere rimasta ore a parlare con il fratello su quel ponte.
I colleghi nel frattempo hanno rintracciato Jessica e si appostano fuori dalla porta della casa di Robin. Samuels, convinto che non gli resti più nulla, punta la pistola contro sé stesso; Knght riesce a calmarlo mentre i colleghi irrompono e lo arrestano. Rientrati in ufficio, i piani per il Ringraziamento possono proseguire: Parker e McGee (con famiglia) andranno da Vance, Kasie starà a casa per riprendersi dallo spavento, Palmer invita Jessica a conoscere i suoceri, ma lei preferisce rimandare per cenare insieme alla sorella, e aggiustano un po' il loro rapporto.
- Guest star: Lilan Bowden (Robin Knight), David Blue (Charlie Samuels), Gregg Binkley (Bob Stivers), Gillian White (Contrammiraglio della Marina Martha Stock), Michael Anthony Perez (Pete, amministratore del condominio), Taryn Kelly (Tenente della Marina Sara Giles).
- Nota. Questo episodio è stato co - sceneggiato dall'attrice del cast regolare Diona Reasonover (Kasie Hines).
- Ascolti USA: telespettatori 6 790 000[17]
- Ascolti Italia: telespettatori 729 000 – share 3,70%[18]

## Morte nel Campus
- Titolo originale: Higher Education
- Diretto da: Claudia Yarmy
- Scritto da: Katherine Beattie

### Trama
William Watson, un giovane che stava per iniziare l'addestramento come riservista della Marina, muore investito da un'auto dopo essersi gettato in mezzo al traffico a torso nudo. Cercando di capire come mai si fosse tolto la maglietta in pieno inverno, Jimmy scopre che la sua temperatura corporea si era alzata molto, provocandogli quindi un colpo di calore. Il filmato di un vicolo dietro alla caffetteria in cui la vittima aveva fatto colazione quella mattina lo mostra insieme a Delilah, la moglie di McGee; accertato che Watson era un suo allievo presso la Waverly University, dove Delilah insegna part-time "Fondamenti di Crittologia", McGee e Parker vi si recano per verificare cosa sa; lei lo descrive come uno dei suoi studenti più brillanti ed è triste alla notizia della sua morte. Il test tossicologico rileva ecstasy nel sangue di Watson, e Knight e Torres parlano con i suoi compagni di confraternita, rinvenendo il portatile della vittima nascosto sotto il materasso. Kasie vi scopre un algoritmo dell'esercito che riconduce a una libreria digitale contenente dati sensibili delle principali agenzie governative, che potrebbero essere utilizzati a scopo terroristico. Delilah offre il proprio aiuto e si rende conto che Watson è stato in grado di attivare un cifrario estremamente potente da un programma da lei creato quindici anni prima. Dopo la scoperta che l'FBI ha agenti sotto copertura nei campus per smascherare un giro di spie straniere, uno di loro informa l'NCIS che Watson era stato reclutato dalla Bielorussia. Uno dei suoi compagni gli ha dato l'ecstasy per sottrargli la chiavetta USB su cui è caricata la chiave d'accesso, ma come gli altri ha un alibi per l'omicidio. Grazie all'abilità di Delilah che decifra i messaggi scambiati tra William e il suo contatto, gli agenti risalgono a Evelyn Shaw, l'assistente di Delilah, che l'ha ucciso perché lui aveva manifestato il desiderio di ritirarsi dalla missione e frequentare l'università come uno studente normale. Tim e la moglie si chiariscono dopo che lui aveva osservato di non aver apprezzato di essere stato tenuto all'oscuro degli incontri tra lei e Watson, e alla fine dell'episodio le svela di aver seguito il suo consiglio di cercare una nuova musa per la propria serie di romanzi gialli e di aver creato un nuovo personaggio ispirato alla moglie.
- Guest star: Margo Harshman (Delilah Fielding - McGee), Adam Cropper (Jared Clarkson), Juliette Goglia (Evelyn Shaw), Zachary S. Williams (Logan Kennedy), Patrick Luwis (Mike), Clare Gillies (Christine), Jaclyn Aimee (Esme), Jesse Conrad (William Watson).
- Ascolti USA: telespettatori 6 430 000[20]
- Ascolti Italia: telespettatori 957 000 – share 4,70%[21]

## Gioco di squadra
- Titolo originale: Too Many Cooks
- Diretto da: Michael Zinberg
- Scritto da: Christopher J. Waild

### Trama
A Washington giungono l'Agente Speciale al comando dell'ufficio NCIS di Pearl Harbor, nelle Hawaii, Jane Tennant, e il collega Jesse Boone, oltre agli agenti G. Callen e Sam Hanna da Los Angeles per partecipare alla festa di pensionamento dell'istruttore del FLETC Dale Harding, noto a tutti come "Il Professore" (in trent'anni di carriera ha addestrato migliaia di giovani agenti, compresi Tennant, Jesse, Torres e Knight, e ne ha influenzato le vite e le decisioni professionali). L'atmosfera gioiosa è interrotta dal direttore Vance, il quale annuncia, alla vigilia, che la festa è stata annullata in quanto Harding è stato rinvenuto morto nel proprio appartamento: sembra si sia suicidato sparandosi un colpo in testa. Tutti sono increduli perché lui era molto amato, ma anche sospettosi perché non c'era nessun motivo che potesse spingerlo a compiere un gesto simile. Da questo caso apparentemente semplice prende avvio un'indagine complessa e articolata che si svilupperà in tre differenti luoghi degli Stati Uniti richiedendo l'impegno di tutte e tre le squadre per essere risolta.
- Guest star: Chris O' Donnell (accreditato come "Special Guest Star", G. Callen, Agente Speciale Supervisore NCIS di Los Angeles), LL Cool J (accreditato come "Special Guest Star", Sam Hanna, Agente Speciale NCIS di Los Angeles), Vanessa Minnillo (accreditata come "Special Guest Star", Jane Tennant, Agente Speciale al comando della sede NCIS di Pearl Harbor), Noah Mills (accreditato come "Special Guest Star", Jesse Boone, Agente Speciale NCIS di Pearl Harbor), Robert Picardo (professor Dale Harding, ex istruttore FLETC), Stephanie Hodge (Greta Ford, istruttrice FLETC), Brianna Reed (Libby), Tim Rock (Cambria, istruttore FLETC), Kevin Changaris (Simon Williams), Joe Chambrello (rapitore).
- Nota. Questo episodio rappresenta la prima parte di un evento crossover che prosegue con l'episodio Gioco di squadra della serie NCIS: Hawai'i e termina con l'episodio (avente lo stesso titolo) Gioco di squadra della serie NCIS: Los Angeles.
Si tratta del primo e unico crossover triplo, dato che NCIS: Los Angeles terminerà con la quattordicesima stagione, con tutti e tre gli show del franchise NCIS al momento degli eventi in onda; quelli avvenuti in precedenza infatti erano stati sempre doppi, ad esempio tra NCIS e lo spin-off NCIS: New Orleans (concluso nel 2021 e che ha visto anche comparire il personaggio di Abby), e più recentemente tra NCIS e il più recente NCIS: Hawai'i.
- Ascolti USA: telespettatori 7 930 000[22]
- Ascolti Italia: telespettatori 1 069 000 – share 6,00%[23]

## Ponti
- Titolo originale: Bridges
- Diretto da: Lionel Coleman
- Scritto da: Chad Gomez Creasey

### Trama
Il Guardiamarina Ashley Watts viene trovata morta strangolata nella camera di un motel. Inizialmente si pensa ad un delitto passionale, ma scavando più a fondo emerge qualcosa di inatteso: una doppia vita e, dal passato, il primo grande amore di Parker. Dai registri del motel risulta che la camera è stata prenotata proprio utilizzando il nome Alden Parker, quindi qualcuno gli ha rubato l'identità. Egli incarica Kasie di cercare nella sua vita digitale, e si scopre che il truffatore si è servito dei dati anche per accedere al server del Dipartimento della Difesa e selezionare la Watts come obiettivo. Il primo sospettato è Ryan, figlio di Joy Aronson, la donna che Parker non ha più rivisto dai tempi di Philadelphia e si scopre che il ragazzo ha precedenti per frode e truffa telematica. Joy non ritiene il figlio capace di uccidere, e indirizza gli agenti su Todd Mercer, socio dell'ex marito, il quale ammette di aver organizzato il furto dell'identità di Parker con la complicità di Ryan. Quest'ultimo è nascosto a casa della madre; interrogato, assicura di non aver ucciso Ashley in quanto innamorato, ricambiato, di lei. Perquisendo un box che la vittima aveva affittato, Torres e Knight rinvengono un arsenale di armi di grosso calibro, da cui deducono che lei in realtà era una spia russa. Parker propone di usare Ryan come esca per far uscire allo scoperto le altre spie dormienti: Joy si oppone, ma il figlio afferma che per una volta vuole fare la cosa giusta; alla fine arrestano i genitori adottivi di Ashley, responsabili di diverse accuse di frode e furti d'identità.
Nel frattempo, Knight e Palmer hanno pianificato una serata film, ma appena lei propone di invitare anche Victoria (la figlia di Jimmy), lui comincia a comportarsi in modo strano, facendole pensare che possa esserci qualcosa che non va tra loro. Ne parla con Kasie, la quale le fa capire che il film che hanno scelto era uno dei preferiti di Breena. Jessica parla con Jimmy scusandosi per averlo forzato a compiere il passo successivo nella loro storia, dato che sa quanto è dura per lui vivere senza Breena, ma osserva anche che quello può essere un altro ponte da oltrepassare per accettare definitivamente la morte della moglie. Lui riconosce che è il momento di farlo, e si abbracciano. Nell'ultima scena dell'episodio, Parker e Joy ricordano il passato, e quest'ultima rivela che Vivian, l'ex moglie di Alden, è andata a trovarla una volta, subito dopo il divorzio da lui, perché voleva vedere chi era la donna la cui presenza aveva aleggiato nel loro matrimonio, credendo che Parker l'avesse sempre avuta nel cuore.
- Guest star: Austin Cauldwell (Travis Jacobs), Jason Manuel Olazàbal (Todd Mercer), Jason MacDonald (John Watts), Sadie Stratton (Renee Watts), Brenda Kate (Sheila), Shane Blades (marito di Sheila), Rachel Ticotin (Joy Aaronson), Nicole Rainteau (Kaytlynn), Leah Grosjean (Guardiamarina Ashley Watts), Kathryn Melton (donna delle pulizie), Warren Sweeney (sacerdote).
- Ascolti USA: telespettatori 6 160 000[24]
- Ascolti Italia: telespettatori 954 000 – share 4,80%[25]

## Sotto copertura
- Titolo originale: Big Rig
- Diretto da: Rocky Carroll
- Scritto da: Marco Schnabel

### Trama
Torres viene avvicinato in un vicolo da Dale Sawyer, collega dell'NCIS con cui spesso ha avuto degli screzi ma con cui negli ultimi tempi è diventato amico: egli sta lavorando sotto copertura in un'operazione congiunta con l'FBI; spaventato e insanguinato, gli chiede aiuto, ma poi scompare. La squadra entra subito in azione per ritrovarlo, e Torres si sente in colpa perché prima l'incarico era stato offerto a lui, il quale aveva rifiutato in quanto si stava ancora disintossicando dall'alcol. Lui e Knight si dirigono nel motel in cui Sawyer si era registrato e si trovano davanti lo scheletro bruciato dell'auto del collega con un cadavere carbonizzato nel bagagliaio. Si teme il peggio, ma Jimmy li informa che il corpo fortunatamente non appartiene a lui, bensì all'agente dell'FBI Greg Parlamis, che lavorava con Sawyer alla stessa indagine; il superiore di Parlamis fa capire a Parker di credere che possa essere stato ucciso proprio dal loro amico e quindi molto probabilmente si scatenerà una caccia all'uomo; anche la pistola usata per ucciderlo risulta appartenere a Sawyer. La madre di quest'ultimo rivela a Torres e Knight di aver ricevuto recentemente una strana chiamata dal figlio, sembrava triste e in sottofondo c'era molto chiasso; aggiunge anche che è rimasto devastato dalla morte della sorella minore Kara, a cui era molto legato, avvenuta cinque anni prima. L'agente McCullers dell'FBI riferisce all'NCIS che l'operazione congiunta riguarda una banda di ladri che assaltano dei camion per rubare partite di vitamina B1, dalla quale si estrae il GBL, l'ingrediente principale del GHB, perciò oltre ad essere ladri sono anche spacciatori. Per riuscire a rintracciare Sawyer e fermare il traffico, anche Torres si infiltra, recandosi nel locale da cui Dale aveva chiamato la madre. Dopo averlo trovato, egli ammette di aver ucciso Parlamis perché era corrotto e di averlo fatto per autodifesa allo scopo di proteggere la propria copertura. Colui che sembra il capo della banda sembra sospettare che Torres sia un membro delle forze dell'ordine, ma quest'ultimo riesce a convincerlo della propria lealtà. Mentre aspettano indicazioni per il prossimo colpo, Nick affronta Sawyer avendo scoperto che è stato lui a richiedere tre settimane prima le stesse analisi chimiche sulle vitamine: Dale gli spiega che la sorella Kara è deceduta, dopo sei mesi di coma, proprio per aver assunto un'overdose di GHB, per lui dunque è anche una questione personale dato che vuole vendicarla. La copertura dei due agenti salta e il gestore del traffico di droga si rivela essere Joanna Dalton, la proprietaria del locale. Grazie alla furbizia di Torres, il resto della squadra può localizzarli e arrivano in tempo per arrestare la banda.
Nel frattempo, McGee si prepara per partecipare come concorrente a un famoso e seguitissimo quiz a premi di successo. Alla fine, le registrazioni vengono annullate per un imprevisto e lui si dice dispiaciuto di non poter mostrare quanto si era preparato: allora Parker invita tutti a casa propria per sfidarlo a colpi di domande sugli argomenti più svariati, e alla serata si unisce anche Sawyer.
- Nota. Questo episodio è stato diretto dal membro del cast regolare Rocky Carroll (Leon Vance).
- Guest star: Zane Holtz (Agente Speciale NCIS Dale Sawyer), Nancy Youngblut (Joanna Dalton), David Meunier (Wade Cutler), Susan Diol (Doris Sawyer), Kaipo Schwab (Vice Agente Speciale al Comando dell'FBI Lucas McCullers), Aline Elasmar (Annie Hankamer), Alex Mortensen (Emmet), Andy Marques (poliziotto), Rahvaunia (Capitano dei pompieri).
- Ascolti USA: telespettatori 7 540 000[26]
- Ascolti Italia: telespettatori 885 000 – share 4,50%[27]

## Gli occhi del male
- Titolo originale: Evil Eye
- Diretto da: Michael Zinberg
- Scritto da: Brendan Fehily e Kimberly-Rose Wolter

### Trama
La Tenente Renée Harlan si trova sul molo di Norfolk quando le si avvicina un robot delle consegne con un pacco che contiene una testa mozzata. Knight si accorge in tempo della presenza anche di una bomba e getta il robot in acqua. La vittima viene presto identificata: si tratta di Rosco Sanchez, un uomo originario del Kentucky che presenta una peculiarità fisica rara, l'eterocromia, ovvero gli occhi di due colori diversi. Il taglio della testa è stato compiuto da una lama estremamente affilata, e mentre la vittima era ancora viva. Le indagini conducono ad un fienile abbandonato dove l'NCIS fa un'altra macabra scoperta: in un congelatore altre due teste decapitate, appesi al soffitto i relativi corpi e una ghigliottina artigianale, ecco l'arma utilizzata per le decapitazioni. Vance convoca Jessica per darle l'incarico di affiancare, per due giorni, una famosa stella del cinema, Chloe Marlene, che vuole seguire da vicino il loro lavoro sul campo poiché interpreterà un'Agente della REACT nel suo prossimo film e vuole rendere l'interpretazione più realistica possibile. Jimmy fornisce il profilo psicologico dell'assassino elaborato da Ducky, spiegando che nel XVII secolo l'eterocromia era sinonimo di possessione malefica e dunque chi ne era affetto veniva ucciso in modo orribile per epurare la società; inoltre, essa è ereditaria, perciò anche le mogli incinte degli eterocromatici venivano eliminate per impedirne la trasmissione alla prole. Emerge che il marito della tenente ha le iridi differenti, e che lei è effettivamente incinta, facendo dedurre che entrambi sono bersaglio del killer; Torres perquisisce la loro abitazione e infatti sono stati rapiti. Kasie informa i colleghi che quasi tutti i pezzi usati per la costruzione della ghigliottina sono reperibili in ogni ferramenta, ma la lama è particolare ed esiste una sola fabbrica nella zona che le produce; un cliente ne ha acquistata una il mese scorso e ne ha appena ordinata un'altra. Torres e Parker si appostano in auto all'esterno dello stabilimento e attendono l'arrivo del sospettato, lo arrestano e lo identificano come Sam Novak, trentacinquenne ex professore universitario di storia francese che ha smesso di insegnare a seguito di un incidente di qualche anno prima, a causa del quale potrebbe aver subìto una lesione cerebrale. Parker e Knight lo interrogano per sapere dove ha portato gli Harlan, ma lui si rivela un sociopatico narcisista che prova il bisogno di dimostrare di essere più intelligente di loro, e si vanta delle proprie azioni, sostenendo che le proprie vittime meritassero di morire e di aver, attraverso gli omicidi, scacciato il male dalla società. Pretende di parlare solo con Chloe Marlene: Vance inizialmente è contrario ma Parker gli fa capire che questa è la loro migliore possibilità per salvare gli Harlan. Jessica la istruisce sulla personalità di Novak, lei entra nella stanza fingendosi Agente Speciale e per un po' sembra che proceda bene, ma poi il serial killer la terrorizza con giochetti mentali, lei esce e scoppia in lacrime tra le braccia di Jessica pensando di non essere all'altezza e sentendosi in colpa perché se Novak non collaborerà, gli Harlan moriranno. La squadra decide allora di cambiare strategia, sfruttando il suo complesso di superiorità per fargli credere di avere vinto; Jessica parla nuovamente con Chloe dicendole che hanno ancora bisogno del suo aiuto. Il piano ha successo e Novak rivela il luogo dove sono tenuti gli Harlan, una baita di sua proprietà. Gli agenti li liberano e riescono ad uscire prima che l'esplosione dell'ordigno li investa. Knight ringrazia Chloe assicurandole che la sua interpretazione sarà ottima, e insieme a Torres si reca ad assistere alle riprese di una scena del film, che vedono quest'ultimo impegnato nei panni di un cadavere.
- Guest star: Tania Raymonde (Chloe Marlene), Andrew Elvis Miller (Sam Novak), Christy St. John (Tenente Renee Harlan), Roman Arabia (volontario), Alexander Harris (docente del museo Sal), Maxwell Almono (John Harlan), Conisha Wade (regista del film), Amadeo Fusca (trafficante d'armi), Eli Hernandez (Capitano d'Armi).
- Ascolti USA: telespettatori 7 150 000[28]
- Ascolti Italia: telespettatori 800 000 – share 4,20%[29]

## Vecchie ferite
- Titolo originale: Old Wounds
- Diretto da: Diana Valentine
- Scritto da: Brian Dietzen e Scott Williams

### Trama
L'omicidio di un giovane ufficiale della Marina riporta a galla una dolorosa vicenda che lega Parker al suo migliore amico ed ex partner dell'FBI, Jeremy Brighton, ora in pensione (che conduce un podcast). Alla vittima è stata tesa un'imboscata e rubato il carico di tre casse di oppioidi contraffatti; gli assassini si sono però lasciati dietro delle pasticche, tutte con lo stesso simbolo impresso sopra: una "W", che Parker riconosce come il marchio di Clayton Wills, un individuo che anni prima proprio lui aveva catturato nel corso di un'indagine dell'FBI che ha fatto finire l'ex partner in sedia a rotelle. Per il coinvolgimento personale nel caso, Parker si comporta in modo strano, abbandonando la scena del crimine e aggredendo verbalmente il resto della squadra, oltre a sfiorare lo scontro fisico con Wills, diventato imprenditore tecnologico, ricevendo di conseguenza un rimprovero da Vance. Brighton spiega agli agenti che il motivo per cui il loro capo ha sviluppato negli anni così tanti hobby è che non riusciva a guardarlo in quelle condizioni sapendo che era a causa di quel caso; successivamente emerge che Parker si sente in colpa perché è stato un proprio proiettile accidentale alla schiena a costringere l'altro in sedia a rotelle. Brighton ammette con lui che per qualche mese subito dopo l'incidente lo ha odiato e avrebbe voluto che morisse, ma poi gli ha scritto una lettera che però Parker non ha mai aperto. Alla fine dell'episodio lo costringe ad aprirla e Parker, leggendola, si rende conto che il migliore amico non lo incolpa di quello che è successo, e anzi lo ha perdonato, pregandolo di superare il proprio senso di colpa e di perdonare sé stesso poiché ha capito che, a differenza sua, Alden non ha elaborato l'accaduto.
- Guest star: Michael Patrick Thornton (Jeremy Brighton), Bill Dawes (Clayton Wills), Benjamin Barrett (Theo Benes), Deanne Lauvin (Rebecca Haswell), Dean Wil (Francis).
- Ascolti USA: telespettatori 7 050 000[30]
- Ascolti Italia: telespettatori 623 000 – share 3,80%[31]

## La curva dei tuoi giorni
- Titolo originale: Unusual Suspects
- Diretto da: James Whitmore Jr.
- Scritto da: Katherine Beattie

### Trama
Il giovane Sottufficiale Sam Vega viene sedato e fatto schiantare contro un albero mentre svolge il suo secondo lavoro come autista per una piattaforma di ride - sharing. La squadra interroga Lisa Swenson, la ragazza che lui frequentava, dopo aver trovato nel cellulare della vittima diversi messaggi minatori e la scritta "Bugiardo" su una parete del suo appartamento. Lei sostiene però di non c'entrare nulla con l'omicidio e che l'assassina sia una certa Marylin, che si rivela essere; una signora di ottantacinque anni che da cinque vive in una residenza per anziani; è dunque improbabile che abbia ucciso qualcuno. Visitando il luogo, gli agenti apprendono che i giovani lì presenti non sono parenti dei residenti, bensì nipoti acquisiti dagli stessi attraverso una app: si intrattengono per fare loro compagnia e sbrigare piccole commissioni, e Vega era il match proprio di Marylin. La prima ipotesi è che il Sottufficiale si fosse avvicinato agli anziani per approfittarsene e derubarli dei soldi (infatti a molti era stata diagnosticata una malattia terminale subito dopo avergli donato una consistente somma) con la complicità del direttore del centro (l'unico a poter accedere alle cartelle cliniche), ma poi quest'ultimo spiega che in realtà li stava aiutando: era Vega a nascondersi sotto lo pseudonimo "Mr. Greystone", misterioso benefattore che ha consentito i lavori di ristrutturazione dell'edificio. Per raccogliere più informazioni, l'NCIS decide di avvalersi della collaborazione di Roman Parker, padre di Alden, che al momento vive con lui dopo essere stato cacciato dalla struttura in cui si trovava perché faceva il cascamorto con le signore. I due naturalmente non vanno d'accordo (il padre gli rinfaccia di non essersi saputo tenere la moglie Vivian, e non ha mai approvato del tutto che Alden sia entrato nell'FBI invece che in Marina), ma sarà grazie a lui che la squadra risolverà il caso, collegando la morte di Vega a furti e falsificazioni di opere perpetrati dal defunto marito di Marylin (il Sottufficiale, essendo appassionato di storia dell'arte, se n'era accorto e voleva denunciarla, perciò il suo socio / amante l'ha ucciso). Alla fine dell'episodio, avendo saputo che l'app dei nipoti acquisiti verrà chiusa per evitare altri incidenti spiacevoli, McGee, Torres e Knight si recano alla residenza per tenere compagnia agli anziani giocando a carte, mentre Roman accetta di trasferirsi lì e lui e Alden fanno pace.
- Guest star: Francis Xavier McCarthy (Roman Parker), Jean St. James (Marilyn Davis), Alan Rachins (Bud), Jonathan Ohye (Nigel Yang), Annalisa Cochrane (Lisa Swenson), Aixa Clemente (Nancy), Jody Jaress (Leora), Martin Kildare (signor Sharp), Tyler Perez (Sottufficiale di Prima Classe Sam Vega), Sydney Agudong (Kelly), Cameron Wong (Tyler), Lisa Costanza (padrona di casa), Rufino Romero (infermiere).
- Nota: Questo è l'episodio n° 450 della serie.
- Ascolti USA: telespettatori 7 010 000[32]
- Ascolti Italia: telespettatori 847 000 – share 4,70%[33]

## Effetto farfalla
- Titolo originale: Butterfly Effect
- Diretto da: Tawnia McKiernan
- Scritto da: Christopher J. Waild

### Trama
La squadra di Parker interviene in seguito a un attacco bioterroristico, dove vengono trovate in un centro reclutamento e negli annessi locali molte persone prive di sensi; poco dopo si svegliano e le indagini portano alla luce che è stato usato un sedativo tranquillante per bovini in forma gassosa. Nell'interrogare le persone coinvolte, scoprono che tra di loro c'è George Barlow, un imprenditore di alto livello che arreda con acquari e fontane giardini di ville di lusso di Washington e che aveva con sé codici di accesso e chiavi di alcune di queste, i cui proprietari sono politici, alti ufficiali e funzionari governativi, codici e chiavi che ora sono spariti. Gli indizi portano a Phillip Legrand, che ha precedenti in tal senso, mentre nella villa della Senatrice Constance Miller viene trovata Dorothy Quinlan, una delle vittime dell'attentato col gas e figlia di Legrand: la ragazza confessa che il padre è stato preso in ostaggio e che per liberarlo deve consegnare un hard disk in possesso della donna. La Miller fornisce una copia dell'hard disk che a detta sua contiene solo foto dei suoi viaggi. Durante lo scambio la squadra arresta Nate Billings, una spia russa che porta alla scoperta di un giro di spie dormienti infiltrate nella campagna elettorale della Miller per avvicinarla, tra le quali Evelyn Shaw (l'ex assistente di Delilah che l'NCIS ha arrestato mesi prima). Tra Parker e la Senatrice sembra scattare un'intesa grazie alla comune passione per la pasticceria.
Intanto McGee e Torres seguono tramite una foto-trappola l'andamento della schiusa delle uova di un nido di aquila reale a 5 000 km di distanza mentre il padre di Jess, impiegato presso l'ufficio NCIS del Medio Oriente in Giappone, ha avuto un piccolo incidente che si aggrava improvvisamente mettendolo in pericolo di vita. Lei, preoccupata, pensa di partire, ma poi riflette che comunque laggiù non potrebbe fare nulla per lui, e Jimmy le offre conforto. Alla fine dell'episodio, fortunatamente, il padre le telefona per rassicurarla.
- Guest star: Julianne Collins (Dorothy Quinlan), Brigid Brannagh (Senatrice Constance Miller), Sonny Valicenti (Nate Billings), Tina Huang (Capitano Boggs), Al Rodrigo (Capitano di Polizia Martinez), Johnny Jay Lee (Sottufficiale Sheehan), Dominic Pace (George Barlow), Jimmy Walker Jr. (ex Sergente William Jolson), Greg Benson (Phillip Legrand), Samuel Clemens (vittima).
- Ascolti USA: telespettatori 7 190 000[34]
- Ascolti Italia: telespettatori 428 000 – share 2,50%[35]

## Straniero in terra straniera
- Titolo originale: Stranger in a Strange Land
- Diretto da: James Whitmore Jr.
- Scritto da: Chad Gomez Creasey

### Trama
La squadra è chiamata a indagare sull'omicidio a Norfolk di un Sergente Maggiore dei Marines, retrocesso a soldato semplice poiché accusato di diserzione. La vittima, William Huxley, aveva partecipato a diverse missioni in Afghanistan e a Washington collaborava con un centro sociale chiamato "Promises Honored", gestito da un'organizzazione umanitaria, che si occupa di dare sostegno alle famiglie di profughi afghani, fornendo loro alloggi e formazione professionale, scappati dal Paese dopo la caduta di Kabul ad opera dei talebani iniziata nel maggio 2021. Gli agenti interrogano Karen Graham, una donna che abita nello stesso quartiere di Huxley e che lo aveva minacciato convinta che lui le sottraesse i clienti del proprio catering (a seguito della retrocessione egli infatti faceva lo chef), ma si rivela estranea al delitto. Pertanto, si concentrano sul centro sociale, sia perché lui vi si recava per preparare i pasti agli ospiti, sia perché il coltello con cui è stato ucciso proviene proprio dalla cucina della struttura; Kasie vi rileva tracce di una pianta originaria del Medio Oriente utilizzata come spezia nelle gastronomie indiana, persiana, iraniana e afghana dal nome e dall'odore sgradevoli, ma che una volta cotta conferisce alle pietanze un aroma simile a quello dell'aglio. Sembra che uno degli ospiti, Mateen Jamaah (che lavora sia in un supermercato sia come meccanico), si sia voluto vendicare di Huxley che in Afghanistan non era riuscito a salvare i suoi genitori dall'essere catturati dai talebani, e che abbia costruito una bomba in quanto si sente tradito dagli Stati Uniti (le cui truppe hanno lasciato il Paese asiatico); tuttavia, l'uomo giura che l'ordigno non può essere attivato e che è stato costretto ad assemblarlo da qualcuno che ha minacciato di uccidere la sua fidanzata che si trova in un campo profughi in Turchia. Il suo racconto e il suo alibi vengono confermati. Successivamente l'indagine conduce ad una milizia di nazionalisti bianchi di stampo estremista capeggiati da un certo Robert Whitlock, nel cui manifesto esprimono l'intenzione di epurare l'America dagli stranieri e dai miscredenti; la bomba però esplode, possibilità che Mateen aveva escluso, quindi lui aiuta Kasie a scoprire il motivo. Alla fine, il vero assassino viene arrestato: Joann, la responsabile di "Promises Honored" nonché compagna segreta di Whitlock. Al centro sociale, Torres entra in empatia con una rifugiata, Veeda Rajab, legando per le loro storie condivise, pur differenti, di migrazione (e confidandole la propria), e alla fine lei gli raccomanda di essere sempre grato per l'accoglienza ricevuta (in precedenza lo ha anche soccorso quando lui è svenuto dopo un inseguimento, dato che in Afghanistan era un chirurgo). Nel frattempo, Palmer ha una discussione telefonica con la figlia Victoria che vuole andare al cinema con le amiche e alcuni ragazzi, tra cui uno per il quale ha una cotta, e si comporta in modo eccessivamente protettivo e ansioso, arrivando persino ad esaminare i profili social del ragazzo per assicurarsi che non sia un delinquente. Knight tenta di farlo ragionare, ma Jimmy non la ascolta; allora lei lo fa parlare con Vance (essendo anch'egli padre di una figlia), il quale gli fa capire che è normale preoccuparsi e proteggere i figli, ma arriva un momento in cui questi vanno lasciati liberi di crescere e vivere la propria vita da soli, e che l'unica cosa che i padri possono fare è assicurarsi di aver dato loro tutti gli strumenti necessari.
- Guest star: Samer Salem (Mateen Jamaah), Anisha Adusumilli (Veeda Rajab), Patrick Cohen (pastore Eddie Watkins), Elizabeth Bond (Karen Graham), Ericka Kreutz (Joann), Turhan Troy Caylak (signor Jamaah), Wida Karim (signora Jamaah), Ian Stanley (Robert Whitlock).
- Ascolti USA: telespettatori 6 600 000[36]
- Ascolti Italia: telespettatori 997 000 – share 5,30%[37]

## Fuori di testa
- Titolo originale: Head Games
- Diretto da: Michael Zinberg
- Scritto da: Sydney Mitchel

### Trama
Il Tenente della Marina Rachel Donahue accoltella in cucina il marito Logan, che fortunatamente si salva, ma sostiene di non ricordare nulla dell'accaduto, né la ragione che l'ha spinta a commettere il gesto. Da circa sei mesi ella soffre di strani sintomi, tra i quali sensazione di svenimento, blackout, scoppi di aggressività incontrollati, che l'hanno portata a chiedere un consulto medico, senza che si sia giunti ad una diagnosi precisa. Durante l'interrogatorio, la donna manifesta un improvviso attacco di rabbia e, dopo essere svenuta, emerge dalla radiografia effettuata da Palmer che ha un impianto sottocutaneo nel braccio, che deve essere stato programmato per provocarle tutti i sintomi; da inizialmente sospettata (anche perché Kasie scopre carte di credito prosciugate e mesi di terapia di coppia) diventa dunque vittima anch'ella, dato che non era a conoscenza del dispositivo. La squadra si impegna per identificare chi lo abbia fabbricato e capire in che modo sia finito nel suo braccio: arrivano ad un dentista che ammette di averglielo impiantato mentre era sedata dopo una cura canalare, essendosi indebitato con brutti ceffi per colpa delle scommesse; successivamente vengono indirizzati su una start-up biotecnologica dove la CEO resta sorpresa nel sapere che uno dei loro micro impianti per il rilascio di farmaci fosse nel braccio di una donna in quanto sono ancora prototipi e il progetto era stato bloccato sei mesi prima dopo che un'ispezione dell'FDA li aveva giudicati troppo pericolosi. L'agente che ha condotto l'ispezione era Logan, il marito del tenente, pertanto prende forma l'ipotesi di una vendetta di uno dei dipendenti licenziati a seguito della chiusura del progetto, ma quello interrogato dall'NCIS è colpevole solo di aver scritto mail minatorie. Kasie individua nel computer di Logan conversazioni con un avvocato specializzato in successioni, in cui egli gli chiedeva di classificare Rachel incapace di intendere e volere per poterla controllare; da ricerche approfondite scopre che è stato proprio l'uomo ad aprire le altre carte di credito a nome della moglie per farla apparire finanziariamente irresponsabile. Ormai è chiaro che è lui il colpevole, ma è scappato dall'ospedale facendo perdere le tracce. Rachel ha intuito dove si è rifugiato, nella baita di suo nonno, vi si reca e lo trova lì: dopo avergli comunicato che l'NCIS ha scoperto il suo piano, afferra una mannaia con l'intenzione di ucciderlo mentre lui confessa che ha voluto farla sembrare pazza per impedirle di accedere ai dieci milioni di dollari lasciatele in un fondo fiduciario da una cugina recentemente defunta (che non aveva eredi), poiché voleva divorziare e se la moglie ad esempio fosse morta lui non avrebbe avuto i soldi. Lei solleva la mannaia ma in quel momento giungono gli agenti che lo arrestano e lei mostra il cellulare su cui aveva attivato l'app del registratore. Nel frattempo, Kasie è determinata a realizzare tutti i desideri della propria lista prima di morire e più tardi confida a Jimmy che a sua zia è stata diagnosticata una forma precoce di Alzheimer e di aver fatto il test per verificare se anche lei stessa è portatrice del gene della malattia, per questo ha compilato la lista dei desideri; Vance condivide un'esperienza simile che lo riguarda, consigliandole poi di continuare a vivere al massimo per non avere rimpianti in futuro. Alla fine dell'episodio, lei ha ricevuto la mail con i risultati del test ma decide di cancellarla senza leggerla.
- Guest star: Amanda Clayton (Tenente Rachel Donahue), Gil McKinney (Logan Donahue), Mark L. Taylor (dottor Harvey Kimball), Mark Bloom (dottor Marley), Tony Robinette (Nate Sullivan), Renée Threatte (Adriana Broussard), Haley Brooke Walker (Mila), Casey Cameron Killian (paziente).
- Ascolti USA: telespettatori 6 840 000[38]
- Ascolti Italia: telespettatori 700 000 – share 3,50%[39]

## Supereroi
- Titolo originale: In the Spotlight
- Diretto da: Rocky Carroll
- Scritto da: Yasemin Yilmaz

### Trama
Knight è bloccata in un ingorgo all'ingresso sud-est del Navy Yard ed è al telefono con Jimmy; terminata la chiamata, un'auto a forte velocità sbuca dal nulla schiantandosi contro il muro perimetrale dell'edificio e poi inizia a prendere fuoco, tra le grida di terrore degli altri automobilisti. Knight non esita un istante: si precipita subito a soccorrere la donna e il bambino a bordo dell'auto, allontanandoli in tempo, purtroppo non riesce a fare lo stesso per l'uomo sul sedile del passeggero che è morto. Parker, Torres, McGee e Palmer giungono all'esterno avendo sentito il boato dell'incidente per assicurarsi che la collega stia bene. Parker comunica a Knight che sarà la Polizia Metropolitana di Washington ad occuparsi del caso, ma lei insiste che ne ottengano loro la giurisdizione basandosi sul fatto che il muro contro cui l'auto si è schiantata è di proprietà della Marina; Jess domanda alla donna, Reyna Vargas, il motivo dell'elevata velocità, lei però non risponde e sembra temere i poliziotti, spiegando di non voler perdere il figlio Adam. Knight la rassicura, allora lei accetta di farsi portare in ospedale con il figlio per degli accertamenti. Nel frattempo, l'esame del DNA sul cadavere dell'uomo lo identifica come l'Agente Speciale della DEA Daniel Tanner, e all'NCIS arriva il suo partner Raymond Frank, il quale riferisce che Reyna è una loro informatrice in un'operazione per smantellare il cartello della droga Serrano, capeggiato da Mateo Serrano, che si serve della propria taqueria per attività di riciclaggio; Tanner era il referente di Reyna e al momento dell'incidente lei gli stava consegnando un registratore contenente le prove del traffico di droga. Dall'autopsia risulta che Tanner non è morto per l'impatto, ma perché qualcuno gli ha sparato con la sua pistola, presumibilmente per impedirgli di perseguire i Serrano. In ospedale, Knight e Torres parlano con Reyna e lei finalmente rivela di essere una clandestina ed è per questo che ha paura della Polizia. Dopo che un'infermiera la preleva per effettuare una risonanza magnetica, la donna la aggredisce e scompare, lasciando il figlio. I filmati di sorveglianza indicano che in realtà Reyna è stata rapita; Knight è assegnata alla tutela di Adam, anche se non ne è entusiasta in quanto non ama particolarmente i bambini e lui arrabbiato la incolpa per la fuga della madre, preferendo la compagnia di Kasie. Inoltre, il salvataggio compiuto da Jess soccorrendo i due dall'auto in fiamme è stato ripreso e postato in rete, dove è diventato virale; in tv viene definita un'eroina e soprannominata "Wonder Woman", il suo telefono dell'ufficio non smette di squillare per chiamate di giornalisti e lei si trova dunque, di malavoglia e improvvisamente, sotto i riflettori. L'infermiera ammette di essere stata costretta a consegnare Reyna ai rapitori e identifica Isaac Serrano, il fratello di Mateo: gli agenti deducono che devono averla portata presso la loro roccaforte, cioè la taqueria, perciò insieme all'Agente Speciale Frank si organizzano per liberarla, infiltrando Torres nei panni di un cliente per verificare l'effettiva presenza sia di Mateo sia di Reyna. Dopo un'ispezione, Torres fa scattare l'allarme antincendio in modo che i civili escano incolumi, la squadra irrompe e nello scontro a fuoco Frank uccide Mateo, mentre Isaac viene arrestato e la donna liberata. Adam può così riabbracciare la madre, e i due ringraziano Jess per averli salvati e per essersi occupata del ragazzino. Dato che il registratore è stato completamente carbonizzato nell'incendio dell'auto, le prove del traffico di droga raccolte da Reyna sembrano perdute, ma grazie all'hobby di Adam di mixare tracce musicali utilizzando suoni e rumori ambientali Kasie è in grado di estrarre dal dispositivo frammenti di una conversazione telefonica in cui Mateo dà appuntamento ad un uomo sconosciuto - che dev'essere l'assassino di Tanner - in un parco. I metadati della registrazione consentono di accedere ai filmati di sorveglianza del parco nell'ora dell'incontro, che svelano la verità: ad aver ucciso Tanner è stato il suo partner, l'Agente Frank, che si è fatto corrompere dai Serrano accettando una mazzetta. Egli viene arrestato, e la procedura per regolarizzare la condizione di clandestinità di Reyna sbloccata. Alla fine dell'episodio, Knight si siede alla scrivania ad ascoltare il mix creato per lei da Adam, in segno di ringraziamento, godendosi il silenzio dei telefoni che non squillano più.
- Guest star: Scott Lawrence (Agente Speciale della DEA Raymond Frank), Adriana Ducassi (Reyna Vargas), Elias Janssen (Adam Vargas), Kayla Blake (infermiera Allegra), Connie Jackson (Elaine), Timothy - James Kennedy (ragazzo sullo skate), Maritxell Carrero (cameriera), Dennis Renard (paramedico), Erick Carrillo (Mateo Serrano), Kendra M. Hill (infermiera).
- Ascolti USA: telespettatori 6 810 000[40]
- Ascolti Italia: telespettatori 810 000 – share 4,10%[41]

## Perfetti disaccordi
- Titolo originale: Second Opinion
- Diretto da: Tawnia McKiernan
- Scritto da: Marco Schnabel

### Trama
In un bosco viene trovato il cadavere di una ragazza identificata come Amanda Grayson, figlia della senatrice Selena Grayson. Knight e Parker si recano alla residenza di quest'ultima per notificarle il decesso; la senatrice definisce la figlia una persona problematica e autodistruttiva e riferisce che l'ultima volta in cui l'ha vista è stata due settimane prima, ad una festa di beneficenza organizzata a casa: inizialmente sembrava di buon umore, ma poi era tornata ad essere ansiosa ed irrequieta. Il proprio capo di gabinetto Douglas Pritchard aveva provato a procurarle un'auto che la portasse via, ma lei era scappata. In effetti, risulta che Amanda già prima dei quindici anni aveva commesso dei reati (guida in stato di ebbrezza, vandalismo, disturbo della quiete pubblica): per cercare di rimetterla in riga, la madre l'aveva prima iscritta in uno speciale collegio per ragazzi con problemi e poi l'aveva fatta arruolare in Marina, dove però il Sottufficiale Grayson si era dimostrata ribelle venendo ripresa parecchie volte per il comportamento.
La senatrice impone a Vance che affianchi a Palmer un altro patologo forense, in modo che l'autopsia sia svolta nel minor tempo possibile, e Jimmy è così costretto a collaborare con il dottor Miles Bauer, il suo ex compagno di stanza al college diventato una celebrità nel campo della medicina, con all'attivo numerosi bestseller e persino una propria docu-serie. Sebbene egli assicuri di essere lì soltanto in qualità di ospite, il suo ego prende presto il sopravvento e lo stesso atteggiamento di superiorità che aveva al college non tarda a mostrarsi. Knight blocca l'ascensore per chiedere a Jimmy dei suoi trascorsi con Bauer, ma lui replica di stare bene. Kasie, grande fan di Bauer, si accorge che è a disagio e lo sprona a confidarsi: lui allora ammette di avere un conto in sospeso con Miles perché ai tempi di medicina era stata offerta l'opportunità di un prestigioso tirocinio a cui entrambi si erano iscritti, e quando dalla clinica era arrivata la telefonata di conferma destinata a Palmer era stato Bauer a rispondere, accettando il tirocinio al posto suo senza mai informarlo, e Jimmy è rimasto irritato con lui per tutto questo tempo. 
Kasie scopre che Amanda possedeva un account su una piattaforma in cui le persone postano video espliciti per i quali si fanno pagare, anche se in realtà i suoi riguardavano riprendersi mentre produceva suoni rilassanti; viene rintracciato un suo follower, Arthur Vernon, che commentava tutti i suoi contenuti, e nel suo appartamento Knight e Torres trovano il foulard della vittima e una specie di bacheca allestita su di lei. All'interrogatorio, lui confessa di esserne ossessionato ma afferma di non averla uccisa (il foulard glielo aveva venduto lei stessa). Bauer nota alcune similitudini tra il modus operandi di questo assassino e quello di un caso di cui si era occupato a Chicago, convincendosi che sia lo stesso; Palmer invece è del parere che dovrebbero considerare ogni ipotesi. Comparando i segni sul volto di Amanda - riconducibili ad una maschera - con quelle presenti all'interno del negozio di articoli militari in cui lavora Vernon, Bauer ha sempre meno dubbi. Jimmy formula un'altra teoria, ovvero che il sospettato sia stato incastrato dal vero colpevole (in base al fatto che Amanda assumeva un farmaco contro il deficit d'attenzione, tra i cui effetti collaterali vi è l'aumento della temperatura corporea), riuscendo a stabilire che il decesso è avvenuto precedentemente all'ora fissata. Nell'ufficio di Vance esplodono le tensioni tra i due, tanto che la Senatrice chiede che Palmer venga licenziato immediatamente; il Direttore naturalmente si oppone, anche se suggerisce a Jimmy di prendersi una pausa, e ordina di rilasciare Vernon essendo scaduto il fermo di 24 ore e non essendoci prove sufficienti per trattenerlo. Bauer dice a Jimmy che se accadrà qualcosa, la colpa sarà sua (essendo stato lui a favore del rilascio). 
Poco dopo, effettivamente, la squadra è convocata nello stesso punto del ritrovamento di Amanda in quanto una seconda ragazza è stata uccisa con la medesima modalità, e Bauer accusa Jimmy. La squadra apprende che qualche giorno prima Amanda aveva incontrato inaspettatamente una ex compagna del collegio, la quale spiega agli agenti che aveva voluto vedere le foto da lei scattate all'epoca; scavando nella storia della struttura, emerge che attualmente è sotto inchiesta per accuse di abusi sessuali, perciò probabilmente Amanda è stata uccisa perché intendeva denunciare il responsabile. In uno dei suoi video, infatti, lei stessa rivela di aver subìto violenza da parte di un certo Rylan Marsh, magnate texano del petrolio e principale investitore del collegio (che però ha sempre respinto le accuse e addirittura negato di aver frequentato il luogo). Un collegamento con la Senatrice individua l'assassino: il capo di gabinetto Douglas Pritchard, che conosce Marsh poiché finanziatore della campagna della Senatrice; Amanda lo aveva intravisto alla festa di beneficenza ed è per questo che era irrequieta. Se lei avesse denunciato Marsh, la carriera sia sua sia di Pritchard sarebbero state rovinate, dunque quest'ultimo ha voluto impedirglielo (e ha ucciso anche la seconda ragazza), facendo ricadere la colpa su Arthur Vernon. Pritchard viene arrestato e anche Marsh finirà in prigione per moltissimo tempo. Chiuso il caso, Bauer si scusa con Jimmy per l'atteggiamento tenuto nei suoi confronti, ammettendo che ai tempi del college era invidioso di lui perché era il migliore del corso (mentre Miles non sarebbe riuscito a superare tutti gli esami senza il suo aiuto) e gli riconosce il merito della soluzione del caso.
- Guest star: James Snyder (dottor Miles Bauer), Anne - Marie Johnson (Senatrice Selena Grayson), Jeremy Glazer (Douglas Pritchard), John Bishop (proprietario negozio di articoli militari), Ryan Masson (Arthur Vernon), Frederick Lawrence (agente all'evento per bambini), Zachary Cowan (Detective Grizz), Lexi Ainsworth (Holly Lyngos), Nikko Austen Smith (Sottufficiale Amanda Grayson), Austin Powell (Floyd), Mark Ciarrocchi (Rylan Marsh), Collin Campana (Kenji).
- Ascolti USA: telespettatori 6 640 000[42]
- Ascolti Italia: telespettatori 865 000 – share 4,40%[43]

## Merce di scambio
- Titolo originale: Kompromat
- Diretto da: Lionel Coleman
- Scritto da: Scott Williams

### Trama
Tutte le spie russe dormienti smascherate dalla squadra nei mesi precedenti tornano all'improvviso a minare la quiete dell'ufficio. A seguito di un'irruzione negli Archivi Nazionali che costa la vita alla Tenente Riservista della Marina e guardia di sicurezza del luogo Jasmine Coyne, il Dipartimento di Stato decide di restituire alla Russia le quattro spie in cambio della liberazione di altrettanti prigionieri internazionali. Dai registri di ingresso degli Archivi risulta che l'ultima persona ad esservi introdotta poco prima dell'orario dell'omicidio è la Senatrice Constance Miller, che da un paio di mesi sta frequentando sentimentalmente Parker, perciò gli agenti sono costretti a interrogarla, ma lei nega di conoscere l'uomo che ha replicato la sua retina per superare il controllo biometrico. Knight e Torres si recano in elicottero sulla USS Cortland, a tre kilometri dalle coste statunitensi, per parlare con Nate Billings prima del suo trasferimento: egli riferisce loro che l'individuo nella foto si chiama Yuri ed è il suo supervisore russo, deve aver preso la situazione nelle proprie mani dopo che lui stesso ha fallito l'incarico di sottrarre l'hard disk della Senatrice; più tardi, si apprende che Billings si è impiccato. Nell'ufficio di Vance si presenta un avvocato del Dipartimento di Stato, Stuart Greco, infuriato perché l'NCIS ha mandato a monte la possibilità di riavere uno dei prigionieri internazionali, e disapprova la loro interferenza, minacciando di informare i propri superiori. I database di qualunque tipo, sia criminale che civile, non forniscono l'identità completa di Yuri; arriva in aiuto il dottor Mallard, in videochiamata da Edimburgo, il quale ha saputo da un proprio contatto che il cognome è Valkov e che è figlio di un oligarca molto potente che ha speso milioni per farlo risiedere negli Stati Uniti. Arrestato e interrogato, quest'ultimo afferma che Billings era un debole che non avrebbe potuto attuare la loro missione, alludendo ad un evento di proporzioni enormi. Nel frattempo, giunge la notizia che anche i coniugi Watts sono morti, precipitati da una balconata poco dopo il loro atterraggio a Mosca: la squadra capisce che i russi rivogliono le proprie spie per zittirle per sempre, dunque si impegnano a rintracciare Evelyn Shaw per non farla partire. Ella si trova nelle vicinanza dell'Ambasciata russa e sta per essere scortata via da Greco e da un altro agente del Dipartimento di Stato; McGee e Parker le svelano che gli altri sono morti e che se lei tornerà in patria subirà lo stesso destino, riuscendo a convincerla ad andare con loro al Quartier Generale. Greco si scontra nuovamente con Parker e in quel momento la Senatrice Miller rivela che è stata lei a informare l'NCIS sulla posizione della Shaw; Greco viene accompagnato all'uscita dall'FBI che vuole discutere con lui delle sue finanze, mentre la Senatrice chiarisce a Parker che la loro relazione è finita. Una seconda videochiamata di Ducky determina che l'evento a cui alludeva Valkov è probabilmente un devastante attacco terroristico perpetrato su suolo americano utilizzando armi di distruzione di massa, è necessario quindi correre contro il tempo per impedirlo, e l'episodio termina. Inoltre, la squadra si interroga sulle frequenti telefonate di Torres alla madre. Palmer si lascia sfuggire una dichiarazione d'amore a Knight a voce alta davanti a tutti i colleghi senza rendersi completamente conto delle implicazioni: lei ne è imbarazzata ed evita l'argomento, lui si confida con Kasie sentendosi in colpa poiché entrambi hanno sempre cercato di mantenere la loro storia separata dal lavoro finora, e non avendo avuto alcuna immediata reazione da parte di Jess teme che non provi i suoi stessi sentimenti. Più tardi, però, Knight lo sorprende ricambiando le sue parole e si baciano davanti agli altri.
- Nota. Nella prima scena in cui compare Ducky via videochiamata, c'è un riferimento alla serie televisiva Organizzazione U.N.C.L.E., trasmessa dal 1964 al 1968, nella quale uno dei due protagonisti era interpretato da David McCallum, attore che in NCIS - Unità anticrimine presta il volto al dottor Donald Mallard fin dalla prima stagione; il riferimento consiste nel fatto che uno dei personaggi dell'episodio ha assunto il falso cognome di Kuryakin (proprio come Illya Kuryakin di U.N.C.L.E.).
- Guest star: Brigid Brannagh (Senatrice Constance Miller), Kevin Sizemore (Stuart Greco), Themo Melikidze (Yuri Valkov), Sonny Valicenti (Nate Billings), Juliette Goglia (Evelyn Shaw), Chris Ufland (Gus Zawadzki), Becca Q. Co (Gwen Yong), Anny Elizabeth Rosario (Tenente della Marina Jasmine Coyne), Rick Gifford (Agente Speciale del Dipartimento di Stato Smith).
- Ascolti USA: telespettatori 6 660 000[44]
- Ascolti Italia: telespettatori 569 000 – share 3,00%[45]

## Anastasia
- Titolo originale: Black Sky
- Diretto da: Diana Valentine
- Scritto da: Brendan Fehily e David J. North

### Trama
L'episodio si collega al precedente. Torres si reca sotto copertura con la falsa identità di Manny Delgado nella prigione in cui è rinchiuso Yuri Valkov, nella speranza di ottenere informazioni sul devastante attentato ordito dal padre di quest'ultimo, Kostya Valkov, un potente oligarca che attualmente vive protetto nella propria villa di Mosca. Il suo intento è quello di mirare alla rete elettrica dell'intero Paese: vuole provocare un blackout diffuso a tutti i livelli e gettare gli Stati Uniti nel caos per un lungo periodo. Egli comunica con il figlio attraverso un telefono usa e getta, i messaggi vengono però decifrati e McGee dà così sfoggio delle proprie capacità informatiche. Nel frattempo, il rischio che Torres sia scoperto è molto alto; sia Vance che Parker gli ordinano di interrompere la missione, ma lui si oppone in quanto non vuole lasciarsi sfuggire l'opportunità di raccogliere più informazioni possibili. Più tardi, Yuri viene accoltellato a morte nel cortile del carcere, l'NCIS arresta uno dei due detenuti che l'hanno aggredito e risulta che sono scagnozzi di Kostya: ha fatto uccidere il figlio per tenergli la bocca chiusa. Torres fa amicizia con un giovane detenuto che giura di essere accusato di un crimine non commesso, riconoscendo nel patrigno (ovvero il fidanzato della madre) qualcuno dal passato della propria famiglia, e appena tornato al Quartier Generale chiama la sorella Lucia per avvertirla dicendole "L'ho trovato. È ancora vivo e lo sta facendo ancora". Gli agenti identificano "Anastasia" (un termine comparso nei messaggi tra Kostya e Yuri che inizialmente si pensava si riferisse all'attentato) in Evelyn Shaw, spia russa che si rivela essere anche la figlia di Kostya, Viktoria Valkov (in famiglia era soprannominata "Principessa" come la nobile Anastasia Romanov). L'oligarca, giunto a Washington su un aereo privato, si sta servendo delle sue abilità di programmatrice per attuare l'attacco alla rete elettrica: la squadra dell'NCIS assiste attonita alla vista della capitale che piomba nell'oscurità; i loro computer naturalmente smettono di funzionare, ma fortunatamente essi sono in grado di utilizzare vecchi walkie - talkie per seguire le indicazioni di Kasie verso la casa di Evelyn, dove si trovano lei e il padre, riuscendo a fermare l'attentato. Lei viene nuovamente arrestata e la corrente elettrica torna in tutta Washington. Nella scena finale Torres raggiunge l'abitazione dell'uomo che ha riconosciuto, attendendolo in salotto: inizialmente quest'ultimo finge di non ricordarlo, ma poi gli chiede cosa vuole e Torres risponde ciò che voleva da tempo ovvero guardarlo morire, prendendo la pistola che aveva appoggiato sul tavolino con l'intenzione di ucciderlo.
- Nota. Questo episodio segna l'ultima apparizione, nella serie e in generale sullo schermo, dell'attore britannico David McCallum, interprete del dottor Donald "Ducky" Mallard fin dal primo episodio della prima stagione, scomparso il 25 settembre 2023.
- Guest star: Al Sapienza (avvocato De Leon), Themo Melikidze (Yuri Valkov), Juliette Goglia (Evelyn Shaw / Viktoria Valkov), Chris Petrovski (Lev Trotski), Michael Garza (Reymundo De Leon), Ilia Volov (Kostya Valkov), Morrison Keddie (Boris Popov), Jeffrey Boehm (agente penitenziario Otis Glazebrook), Pilar Holland (Lucia Campbell, sorella di Torres; solo voce).
- Ascolti USA: telespettatori 6 730 000[46]
- Ascolti Italia: telespettatori 761 000 – share 3,80%[47]